# Раньяр, Артур Каупер
Артур Каупер Раньяр (Arthur Cowper Ranyard, 1845—1894) — английский адвокат, известный своими работами в астрономии, владелец частной обсерватории около Лондона. Его главный труд «Observations made during total solar eclipses» (1879) представляет свод всех известных наблюдений затмений. Другие работы Раньяра касаются строения хвостов комет, зодиакального света, зависимости вида полос на Юпитере от числа солнечных пятен.